# 万一夫
万一夫（1917年3月—1985年3月16日），原名万寿山，曾用名汉一夫。河南省上蔡县邵店乡石佛堂村人。中国人民解放军开国大校。

## 生平
县立高级小学毕业后升入县中学师范班。1938年3月在竹沟参加新四军，曾任新四军第四支队。1938年4月入党。1938年5月结业后赴前线。1938年底任新四军第四支队第八团侦察参谋、作战参谋。1941年任新四军第二师师部作战参谋。1942年任新四军第二师六旅十八团参谋长，新四军第二师六旅作战科长，新四军第二师五旅作战科长。
第二次国共内战期间，任华中野战军七纵二十师副参谋长。1949年2月任第三野战军第二十五军教导团团长、第七十四师参谋长。参加过淮海战役、渡江战役和上海战役。
中华人民共和国成立后，担任华东野战军特种兵纵队司令部参谋处长，第三炮兵学校副校长、校长。1955年9月被授予炮兵大校军衔。荣获二级独立自由勋章、二级解放勋章。1957年至1959年任中国援越军事顾问团炮兵专家组长，协助越军组建炮兵学校。1960年11月任新成立的中国人民解放军炮兵科学技术研究院副院长、高等军事学院战略教研室主任、空军教研室主任，1965年任第31训练基地司令员。1967年10月25日五机部科学研究院划归国防科委建制，分解为解放军第十一研究院、解放军第十二研究院，任十一院院长。1970年1月1日，第十一、十二研究院合并为解放军第二十研究院，隶属总后勤部，任院长兼党委书记。1975年2月26日第二十研究院集体转业改为第五机械工业部科学技术研究院，7月7日完成交接工作”，改任炮兵司令部顾问。1985年在北京去世。